# Sharon Baird
Sharon Baird est une actrice américaine née le 16 août 1943 à Seattle.

## Filmographie
- 1974 : Land of the Lost (série TV)
- 1986 : Ratboy